# 베니토 후아레스
베니토 파블로 후아레스 가르시아(Benito Pablo Juárez García, 1806년 3월 21일 ~ 1872년 7월 18일)는 멕시코의 아메리카 원주민 출신 법률가로, 1857년부터 1872년까지 멕시코의 대통령을 역임했다. 12살 때까지 스페인어를 못했으나 이후 법률가가 되겠다는 꿈꾸고 대통령까지 당선됐다.
1847년부터 1852년 고향인 오아하카주의 주지사를 역임했다. 1855년 혁명 때는 안토니오 로페스 데 산타 안나를 타도하고 후안 알바레스가 이끄는 자유당(liberales)의 임시내각의 법무장관이 되었다. 1857∼1861년 임시 대통령으로서 헌법을 제정하여 가톨릭 교회와의 정교 분리, 가톨릭 교회 재산의 몰수, 토지개혁을 하려 하였으나 대지주·가톨릭 성직자들의 반대에 부딪혀 3년 간 내란을 겪었다.
다행히 이를 진압하였으나, 1864년부터 1867년 사이에 보수파는 프랑스의 원조를 청하여 나폴레옹 3세의 무력 간섭, 황제 막시밀리아노의 옹립 사태에 이르렀다. 이는 당대의 멕시코가 대통령과 황제가 공존하는 나라라는 아주 황당한 호칭을 얻게 했다. 그는 미국과의 국경 지대에 버티면서 항전을 계속하였으며, 1867년 5월 막시밀리아노를 케레타로에서 사로잡아 군사재판에 붙여 6월에 총살하였다. 1872년 혁명전쟁 중 사망하였으나 "공화국의 구제자"로서 존경을 받았다. 그는 멕시코의 올리버 크롬웰이라는 찬탄을 받았다.

## 개혁 정책
후아레스 대통령은 경제를 정상화하는 길은 교회와 토지 귀족이 쥐고 있는 숨막히는 독점 경제를 자본주의로 대체해야 한다고 결론지었다. 그리고 다음과 같은 개혁 정책을 펼쳤다.
- 모든 종류의 공공의 부채들에 대한 지불을 2년간 유예시킴 (왜냐하면 그것들은 바티칸의 금융 기관들에게 진 채무였기 때문)

- 결혼을 민법으로 선언하게 함. (전에는 교황에 의해 하사되는 특권이었음)

- 모든 시민의 종교적 자유를 보장함.

- 성직과 종교재판소의 종교 법정들을 해산시킴.

- 일억만불 이상의 은화와 멕시코의 가장 비옥한 땅과 소유지들 중 삼분의 일(35%)에 상당하는, 교황의 가톨릭 교회 재산을 몰수함.

## 키
인류 역사상 가장 키가 작은 국가원수로 키는 137cm이다. 베니토 후아레스가 사형에 처한 막시밀리아노 1세는 베니토 후아레스보다 키가 50cm나 큰 187cm인데 이는 현재 기준으로도 상당한 장신이었다.

## 같이 보기
- 멕시코의 국가원수 목록

## 참고 자료
- 이 문서에는 다음커뮤니케이션(현 카카오)에서 GFDL 또는 CC-SA 라이선스로 배포한 글로벌 세계대백과사전의 내용을 기초로 작성된 글이 포함되어 있습니다.